# نفرتكاو الأولى
نفرتكاو الأولى كانت أميرة من الأسرة المصرية الرابعة. كانت الابنة الكبرى للملك سنفرو، وبالتالي أخت غير شقيقة للملك خوفو. كانت والدة نفرماعت الثاني وجدة سنفرو خعف.
تم ذكر نفرتكاو صراحةً بأنها ابنة سنفرو في النقوش الموجودة في قبر ابنها وحفيدها. اقترح كورت زيته من النقش في قبر نفرماعت أن نفرتكاو تزوجت من والدها نفسه وأن نفرماعت كان ابن سنفرو. لكن جورج أندرو ريزنر عارض هذه النظرية واقترح أن نفرتكاو قد تزوجت من خوفو. ومع ذلك، يسمح بإمكانية أن نفرتكاو تزوجت من نبيل فُقِد اسمه.
قد تكون نفرتكاو مدفونة في المصطبة G 7050 في الجيزة. لكن القبر غير منقوش، لذا فإن نسبة الملكية تخمينية إلى حد ما.